# Comuna Holenîșceve, Cemerivți
Holenîșceve (în ucraineană Голенищеве) este o comună în raionul Cemerivți, regiunea Hmelnîțkîi, Ucraina, formată din satele Holenîșceve (reședința) și Romanivka.

## Demografie
Componența lingvistică a comunei Holenîșceve
     Ucraineană (99,43%)
     Alte limbi (0,57%)
Conform recensământului din 2001, majoritatea populației comunei Holenîșceve era vorbitoare de ucraineană (99,43%), existând în minoritate și vorbitori de alte limbi.